# Rimbula
Rimbula is een tropische kas in Wildlands Adventure Zoo Emmen. Bezoekers kunnen via wandelpaden, zelfvarende bootjes (Rimbula River) en een touwbrugpad een indruk krijgen van het tropisch regenwoud. Rimbula bevindt zich in het themagebied Jungola.

## Constructie
Met een oppervlakte van circa 18.000 m² is Rimbula de grootste tropische kas ter wereld. In 2021 werd de kas opgenomen in het Guinness Book of Records als het grootste indoor regenwoud in een dierentuin. Op het hoogste punt is de kas 23 meter hoog, waarvan 4 meter onder het maaiveld. De constructie is opgebouwd uit onder meer 1.040 ton staal. Het dak bestaat uit luchtkussens van ETFE. Onder het dak bevindt zich een beregeningsinstallatie, waarmee tropische regenbuien gesimuleerd kunnen worden.

## Biotoop
De kas simuleert de biotoop van een tropisch regenwoudklimaat. De temperatuur varieert tussen de 18 en 28 graden en de luchtvochtigheid ligt tussen 60 en 90 procent. Een groot deel van de tropische beplanting is geïmporteerd uit Costa Rica. In de kas staan meer dan 250 tropische bomen en circa 15.000 andere tropische planten van ongeveer 350 verschillende soorten, waaronder bananenplanten, mango, cacaoboom, koffieplant, rubberboom, ficussen, bromelia's en orchideeën.
In 2018 werd Rimbula in het kader van de Diamond ThemePark Awards uitgeroepen tot mooiste dierenverblijf van Nederland en België.

## Indeling
De ingang van Rimbula is een als langhuis vormgegeven tochtportaal. Direct na de ingang bevindt zich de Birdy Bush, een grote volière waar diverse tropische vogels, waaronder lori's te zien zijn. De vogels kunnen hier, tegen betaling, worden gevoerd. Een alternatieve route voert om de volière heen.
Achter een tweede langhuis bevindt zich het Makiwoud, waar ringstaartmaki's en bonte vari's tussen de bezoekers kunnen lopen. Verderop bevinden zich twee eilanden voor slingerapen en ook de Jungle Arena (voorheen het Jungletheater), waar meerdere keren per dag een voorstelling over het (over)leven in de jungle wordt opgevoerd. Bij de ingangen naar Rimbula River en Jungle Trail bevinden zich een restaurant met terras, souvenirwinkel en diverse speelgelegenheden. Aan de zuidkant van de kas bevinden zich een binnenverblijf voor olifanten, een ijskiosk en een eiland voor gibbons. De bezoekers verlaten de kas langs een nepwinkel met duurzame producten.
In Rimbula leven de volgende 54 diersoorten:
| Verblijf                             | Diersoort(en) |
| ------------------------------------ | --- |
| Birdy Bush (doorloopvolière)         | blauwwanghoningeter, lori van de Blauwe Bergen, Javaanse kantjil, kuifibis, roelroel, victoria kroonduif |
| Makiwoud (doorloopverblijf)          | bonte vari, ringstaartmaki |
| Makiwoud (waterpartij)               | Chinese danio, Chinese zuigkarper, graskarper, zwarte paradijsvis |
| Slingerapeneilanden (eilanden)       | bruinkopslingeraap |
| Jungle Arena (diverse verblijven)    | dwergoeistiti, Mexicaanse roodknievogelspin, zijdehoen |
| Rimbula River (verblijf in wachtrij) | klauwkikker |
| Rimbula River (waterpartij)          | guppy, langvintilapia, tanganyikacichlide, zebracichlide |
| Gibboneiland (eiland)                | withandgibbon |
| Olifantenvallei                      | Aziatische olifant |
| Rimbula (vrij levend)                | Afrikaanse reuzenmiljoenpoot, agaatslak, anolis, Aziatische zwartflankkikker, balispreeuw, blauwwanghoningeter, bruine muisvogel, bonte muskaatduif, driekleurige glansspreeuw, fazantduif, gouden taling, groene langstaartglansspreeuw, hamerkop, Indische blauwrug, koereiger, madagaskarwever, manenduif, melkkikker, palmtortel, regenkikker, reuzenmadagaskardaggekko, rijstvogel, rode ibis, roodkuiftoerako, roodoorbuulbuul, rouwgekko, schildtoerako, sneeuwkaptapuit, soembawalijster, tokeh, vliegkikker, witvleugelboseend, witwangtoerako, zonneral |